# Prospect Heights (Illinois)
Pour les articles homonymes, voir Prospect Heights.
Prospect Heights est un village situé dans le comté de Cook en proche banlieue de Chicago dans l'État de l'Illinois aux États-Unis. 

## Démographie
En 2010, sa population était de 16 256 habitants.